# Antti Keksi

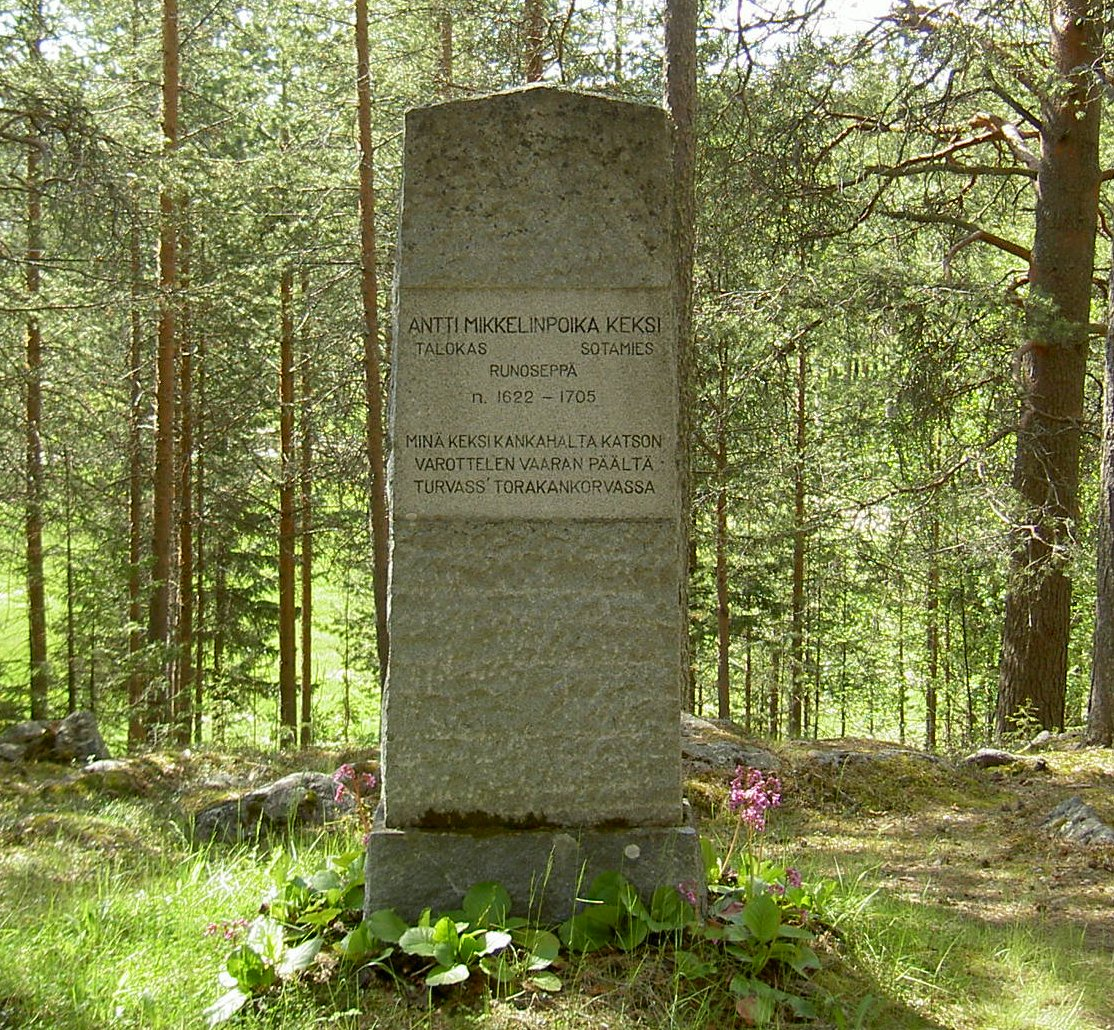
På en kulle i byn Korva finns en sten rest 1955 till minne av Antti Keksi.

Anders Mickelsson Keksi (tornedalsk namnform: Antti Mikkelinpoika Keksi), född omkring år 1622 och död omkring 1705, var en poet i Tornedalen. Av hans verk finns två bevarade.
Antti Keksi föddes troligen i Kuivakangas by omkring 1622. (Enligt roterings- och utskrivningslängden var han 16 år den 1 april 1639.) Han var möjligen son till landsknekten Mickel Mickelsson från Kaulinranta. 1642 blev han husbonde på Keksi hemman i dagens Korva, då tillhörande Marjosaari by. Han övertog gården efter sin svärmor Agnes, som var änka efter Henrik Olofsson Nirviä (död 1615), som tillhörde en birkarlssläkt som hade ägt gården sedan 1564. Antti Keksi och hans hustru, vars namn inte är känt, hade minst fyra söner. Sonen Josef Andersson Keksi övertog sin mödernegård.
Antti Keksi diktade på kalevalameter. Hans kväden är de äldsta bevarade (traderade) litterära verken på tornedalsfinska. Han är också den tidigaste kända finskspråkiga folkdiktaren. Hans stil var drastisk, ironisk och humoristisk.
Förutom sin poetgärning var Keksi soldat vid Västerbottens regemente 1669–1678 och under en tid fjärdingsman i Övertorneå socken.

## Antti Keksis två bevarade kväden
- Keksin laulu jäänlähdöstä Tornionväylässä vuonna 1677. Keksis kväde om islossningen i Torne älv år 1677. Kallas ofta bara Keksis kväde. Översvämningen som följde islossningen har fått namnet Keksin tulva. Publicerade översättningar till svenska har gjorts av:
  - Theodor Grape, publicerad 1937 i tidskriften Tornedalen nr 5
  - Björn Collinder, ursprungligen från 1930-talet
  - Bengt Pohjanen 2005
  - David Vikgren 2010
- Keksin laulu Nikolaus papista. Keksis kväde om prästen Nikolaus (Nicolaus Nicolai Ulopolitanus). Även kallat Antti Keksin toinen runo, (Antti Keksis andra kväde), trots att det tidsmässigt är äldre än kvädet om islossningen. Översättningar till svenska har gjorts av:
  - Tryggve Sköld och Erik Wahlberg gemensamt 1955
  - Bengt Pohjanen 2007